# Teobaldo Guzmán
Teobaldo Guzmán (Lima, 29 de octubre de 1918 - 2004) es un exfutbolista peruano que se desempeñaba como mediocampista. Inicio su carrera futbolística en el Carlos Concha, jugó también en clubes de Argentina, México, Uruguay y Colombia. 
Fue convocado en diversas ocasiones por la Selección Peruana de Fútbol. 
Es uno de los primeros ídolos del Club Atlético Banfield.

## Biografía
Teobaldo Guzmán comenzó su carrera futbolística en el Club Centro Deportivo Municipal a la edad de 18 años, debutando en el año 1939. Con dicho club logró ganar el campeonato nacional de 1940, lo que le valió para ser convocado el siguiente año a la selección nacional.
En 1942 luego del campeonato sudamericano, fue transferido al Banfield de Argentina, quien contaba con dos compatriotas suyos, Jorge Alcalde y José Eusebio Soriano. Se consolidó como titular rápidamente, registrando un gol. En Argentina jugó dos temporadas antes de volver a salir al extranjero.
En 1944 fue contratado por el recién creado Puebla F.C. de México donde logró ser el primer capitán en la historia del Club. En Puebla F.C. jugó de 1944 a 1946, siendo titular indiscutido en las 2 temporadas, además de aumentar sus palmarés ganando la Copa México en 1945 ante el club América.
En 1952 regresó a Perú, y defendió, por tres años, la camiseta del Centro Iqueño, donde hacía las funciones de entrenador-jugador, siendo el primero de la institución en la liga nacional. En 1955 le llegó una oferta para enrolarse con el Club Alianza Lima, a pedido del entrenador de ese entonces, Adelfo Magallanes, en el club termina obteniendo el título de liga, siendo este el número 11 para la institución blanquiazul.

## Clubes
| Club                | País      | Año         |
| ------------------- | --------- | ----------- |
| Deportivo Municipal | Perú      | 1939 - 1941 |
| Banfield            | Argentina | 1942 - 1944 |
| Club Puebla         | México    | 1944 - 1946 |
| Banfield            | Argentina | 1947 - 1949 |
| Rampla Juniors      | Uruguay   | 1950        |
| Deportivo Manizales | Colombia  | 1951        |
| Centro Iqueño       | Perú      | 1952 - 1954 |
| Alianza Lima        | Perú      | 1955 - 1958 |

## Palmarés
| Equipo              | País   | Título           | Año       |
| ------------------- | ------ | ---------------- | --------- |
| Deportivo Municipal | Perú   | Primera División | 1940      |
| Puebla FC           | México | Copa MX          | 1944-1945 |
| Alianza Lima        | Perú   | Primera División | 1955      |